# Distrito de Dennery
Dennery es un distrito administrativo localizado al este de la isla de Santa Lucía, un pequeño país del área del Caribe localizado al norte de Venezuela y Trinidad y Tobago. De acuerdo con el censo del año 2001 la región tiene una población de 12,767 habitantes.
Entre las principales atracciones de la zona destacan algunos vestigios amerindios y plantaciones de caña. Las principales actividades económicas son la pesca y el cultivo de limas, bananos y otras frutas tropicales.

## Organización territorial
El distrito está formado por cincuenta localidades:
- Anse Canot
- Athens
- Au Leon
- Bara Bara
- Barre de l'Isle (parcial)
- Bazile
- Belmont
- Bois Joli
- Bordelais
- Bosquet d'Or
- Delaide
- Dennery
- Dennery by Pass
- Dennery Village
- Derniere Riviere
- Des Branch
- Despinoze
- Dubonaire
- En Leur Morne/Discompere
- Errard (parcial)
- Fond d'Or
- Fond Maricient
- Fond Petit
- Funier
- Gadette
- Glavier
- Grande Ravine
- Grande Riviere
- Green Mountain
- La Belle Vie
- La Caye
- La Pelle
- La Pointe
- La Ressource
- Louvet (parcial)
- Lumiere
- Mandele
- Mardi Gras
- Morne Caca Cochon
- Morne Panache
- Mount Beaujolais
- New Village
- Pascal
- Piton Flore (parcial)
- Riche Fond
- Rocky Lane
- St. Joseph Estate
- Thomazo (parcial)
- Tournesse
- White Rocks Gardens